# Mercancía (marxismo)
En economía política clásica y especialmente en la crítica de la economía política de Karl Marx, una mercancía (en alemán: Ware) es cualquier bien o servicio ("productos" o "actividades") producido por el trabajo humano y ofrecido como producto para la venta general en el mercado. Algunos otros bienes con precio también se tratan como mercancías, por ejemplo, la fuerza de trabajo humana, las obras de arte y los recursos naturales, aunque no se produzcan específicamente para el mercado o sean bienes no reproducibles. Este problema fue ampliamente debatido por Adam Smith, David Ricardo y Johann Karl Rodbertus, entre otros. Valor y precio no son términos equivalentes en economía, y teorizar la relación específica entre el valor y el precio de mercado ha sido un desafío tanto para los economistas liberales como para los marxistas.

## Características de la mercancía
El estudio de las relaciones de producción de una sociedad dada, históricamente determinada, en su aparición, desarrollo y decadencia: tal es el contenido de la doctrina económica de Marx. En la sociedad capitalista impera la producción de mercancías; por eso, el análisis de Marx empieza con el análisis de la mercancía.
—Lenin

En la teoría de Marx, una mercancía es algo que se compra y se vende o se intercambia en una relación comercial.
- Tiene valor, que representa una cantidad de trabajo humano.[6] Porque tiene valor, implica que la gente intente economizar su uso. Una mercancía también tiene un valor de uso[7] y un valor de cambio.[8]
- Tiene valor de uso porque, por sus características intrínsecas, puede satisfacer alguna necesidad o deseo humano, físico o ideal.[9] Por naturaleza se trata de un valor de uso social, es decir, el objeto es útil no sólo para el productor sino que tiene un uso para los demás en general.[10]
- Tiene un valor de cambio, lo que significa que una mercancía puede intercambiarse por otras mercancías y así darle a su propietario el beneficio del trabajo de otros (el trabajo realizado para producir la mercancía comprada).[11]

El precio es entonces la forma monetaria del valor de cambio, pero el valor de cambio también podría expresarse como una relación comercial directa entre dos mercancías sin utilizar dinero, y los precios de los bienes podrían fijarse utilizando diferentes valoraciones o criterios.
Según la teoría del valor trabajo, los valores de los productos en un mercado abierto están regulados por el tiempo de trabajo socialmente necesario promedio requerido para producirlos, y las relatividades de los precios de los productos se rigen en última instancia por la ley del valor.

"Hacemos todo lo posible por darle al trabajo esta nueva categoría de deber social y unirlo al desarrollo de la técnica, por un lado, lo que dará condiciones para una mayor libertad, y al trabajo voluntario por otro, basados en la apreciación marxista de que el hombre realmente alcanza su plena condición humana cuando produce sin la compulsión de la necesidad física de venderse como mercancía".
—Che Guevara

## Orígenes históricos del comercio de mercancías
El comercio de productos básicos, sostiene Marx, históricamente comienza en las fronteras de comunidades económicas separadas basadas en una forma de producción no comercial. Por lo tanto, los productores comercian con aquellos bienes de los cuales tienen excedentes episódicos o permanentes para sus propias necesidades, y su objetivo es obtener diferentes bienes con el mismo valor a cambio.
Marx se refiere a esto como "intercambio simple", lo que implica lo que Friedrich Engels llama "producción mercantil simple". Al principio, es posible que los bienes ni siquiera se produzcan intencionalmente con el propósito explícito de intercambiarlos, pero a medida que se desarrolla un mercado regular de bienes y crece una economía monetaria, esto se vuelve cada vez más así y la producción se integra cada vez más en el comercio de productos básicos. "El producto se convierte en mercancía" y "el valor de cambio de la mercancía adquiere una existencia separada junto con la mercancía".
Aun así, en la producción de mercancías simples, no todos los insumos y productos del proceso de producción son necesariamente mercancías o bienes con precio, y es compatible con una variedad de diferentes relaciones de producción que van desde el autoempleo y el trabajo familiar hasta la servidumbre y la esclavitud. Sin embargo, lo habitual es que sea el propio productor quien comercialice sus excedentes.
Sin embargo, a medida que la división del trabajo se vuelve más compleja, surge una clase de comerciantes que se especializan en el comercio de mercancías, comprando aquí y vendiendo allá, sin producir productos ellos mismos, y paralelamente surgen propietarios que otorgan crédito y cobran alquileres. Este proceso va de la mano con el mayor uso del dinero, y el objetivo de los comerciantes, banqueros e inquilinos pasa a ser obtener ingresos del comercio, actuando como intermediarios entre productores y consumidores.
La transformación de un producto laboral en una mercancía (su "comercialización") no es en realidad un proceso simple, sino que tiene muchas condiciones previas técnicas y sociales. Estos suelen incluir los siguientes diez (10) principales:
1. La existencia de un suministro fiable de un producto, o al menos de un excedente o excedente de producto.
2. La existencia de una necesidad social (una demanda del mercado) que debe satisfacerse a través del comercio o, en cualquier caso, no puede satisfacerse de otra manera.
3. La afirmación legalmente sancionada de derechos de propiedad privada sobre el bien.
4. La observancia de estos derechos, de manera que la titularidad sea segura.
5. La transferibilidad de estos derechos privados de un titular a otro.
6. El derecho a comprar y vender el producto básico y/u obtener (en privado) y conservar ingresos de dicho comercio.
7. La transferibilidad (física) del producto en sí, es decir, la capacidad de almacenarlo, envasarlo, conservarlo y transportarlo de un propietario a otro.
8. La imposición de la exclusividad de acceso a la mercancía.
9. La posibilidad del propietario de utilizar o consumir el bien de forma privada.
10. Garantías sobre la calidad y seguridad del producto, y posiblemente una garantía de reemplazo o servicio, en caso de que no funcione según lo previsto.

Por tanto, la "mercantilización" de un bien o servicio implica a menudo un logro práctico considerable en el comercio. Es un proceso que puede verse influenciado no sólo por factores económicos o técnicos, sino también por factores políticos y culturales, en la medida en que involucra derechos de propiedad, reclamos de acceso a recursos y garantías sobre la calidad o seguridad de su uso.
En términos absolutos, los valores de cambio también pueden medirse como cantidades de horas de trabajo promedio. Las mercancías que contienen la misma cantidad de trabajo socialmente necesario tienen el mismo valor de cambio. Por el contrario, los precios normalmente se miden en unidades monetarias. Sin embargo, a efectos prácticos, los precios suelen ser preferibles a las horas de trabajo, como unidades de cuenta, aunque en los procesos de trabajo capitalistas ambos están relacionados entre sí (véase fuerza de trabajo).

## Formas de comercio de mercancías
Las siete formas básicas de comercio de productos básicos se pueden resumir de la siguiente manera:
- D-M (un acto de compra: una suma de dinero compra una mercancía, o "el dinero se transforma en una mercancía")[17]
- M-D (un acto de venta: una mercancía se vende por dinero)[18]
- D-D' (se presta una suma de dinero con intereses para obtener más dinero, o se intercambia una moneda o un derecho financiero por otro; "el dinero engendra dinero")[19]
- M-M' (comercio de compensación, en el que una mercancía se comercializa directamente por otra mercancía diferente, posiblemente utilizando el dinero como referente contable, por ejemplo, alimentos por petróleo o armas por diamantes)
- M-D-M' (una mercancía se vende por dinero, el cual compra otra mercancía diferente de igual o mayor valor)
- D-M-D' (el dinero se utiliza para comprar una mercancía que se revende para obtener una suma mayor de dinero)[20]
- D-M...P...-M'-D' (el dinero compra medios de producción y fuerza de trabajo utilizados en la producción para crear una nueva mercancía, que se vende por más dinero que el desembolso original; "el curso circular del capital")[21]

Los guiones ("-") aquí se refieren a una transacción que se aplica a un intercambio que involucra bienes o dinero; los puntos en el último circuito ("...") indican que ocurre un proceso de formación de valor ("P") entre la compra de mercancías y la venta de diferentes mercancías. Así, mientras que al principio los comerciantes son intermediarios entre productores y consumidores, posteriormente la producción capitalista se convierte en intermediaria entre compradores y vendedores de mercancías. En ese caso, la valoración del trabajo está determinada por el valor de sus productos.

La Economía Política comienza por la mercancía [...] El producto que entra en el intercambio es una mercancía. Pero lo que le convierte en mercancía es, pura y simplemente, el hecho de que a la cosa, al producto, vaya ligada una relación entre dos personas o comunidades, la relación entre el productor y el consumidor, que aquí no se confunden ya en la misma persona. [...] La Economía Política no trata de cosas, sino de relaciones entre personas y, en última instancia, entre clases; si bien estas relaciones van siempre unidas a cosas y aparecen como cosas.
—Friedrich Engels

Los efectos cosificantes del comercio universalizado de mercancías, que implican un proceso que Marx llama "fetichismo de la mercancía", significan que las relaciones sociales se expresan como relaciones entre cosas; por ejemplo, relaciones de precios. Los mercados median en una compleja red de interdependencias y cadenas de suministro que surgen entre personas que tal vez ni siquiera sepan quién produjo los bienes que compran o dónde se produjeron.
Dado que ningún organismo puede controlar o regular la infinidad de transacciones que se producen (aparte de bloquear parte del comercio aquí y permitirlo allí), toda la producción cae bajo el dominio de la ley del valor, y la economía se convierte en una ciencia cuyo objetivo es comprender Comportamiento del mercado, es decir, los efectos agregados de una multitud de personas que interactúan en los mercados. La forma en que se asignan las cantidades de valores de uso en una economía de mercado depende principalmente de su valor de cambio, y esta asignación está mediada por el "nexo de efectivo".
En el análisis de Marx del modo de producción capitalista, las ventas de mercancías aumentan la cantidad de valor de cambio en posesión de los propietarios del capital, es decir, producen ganancias y por lo tanto aumentan su capital (acumulación de capital).

## Estructura de costos de las materias primas
Al considerar el costo unitario de una mercancía producida capitalistamente (en contraste con la producción de mercancías simple ), Marx afirma que el valor de cualquier mercancía de este tipo se puede reducir a cuatro componentes iguales a:
- Capital variable utilizado para producirlo.
- Capital constante fijo y circulante consumido por unidad.
- Gastos accesorios que cuestan tiempo de trabajo (faux frais de producción).
- Plusvalía por unidad.

Estos componentes reflejan respectivamente los costos laborales, el costo de los materiales y los gastos operativos, incluida la depreciación, y el beneficio genérico.
En el capitalismo, sostiene Marx, los valores de las mercancías se expresan comercialmente como los precios de producción de las mercancías (precio de costo + beneficio promedio). Los precios de producción se establecen conjuntamente por los costos medios de los insumos y por los márgenes de beneficio vigentes que se aplican a los productos vendidos. Reflejan el hecho de que la producción se ha integrado totalmente en los circuitos del comercio de mercancías, en los que la acumulación de capital se convierte en el motivo dominante. Pero lo que los precios de producción ocultan simultáneamente es la naturaleza social del proceso de valorización, es decir, cómo se produce un aumento del valor del capital a través de la producción.
Asimismo, al considerar el producto bruto de la producción capitalista en una economía en su conjunto, Marx divide su valor en estos cuatro componentes. Sostiene que el nuevo valor agregado total en la producción, al que llama producto de valor, consiste en el equivalente del capital variable, más la plusvalía. Así, los trabajadores producen con su trabajo un nuevo valor igual a sus propios salarios, más un nuevo valor adicional que reclaman los capitalistas en virtud de su propiedad y oferta de capital productivo.
Marx sostiene que al producir nuevo capital en forma de nuevas mercancías, la clase trabajadora reproduce continuamente las relaciones de producción capitalistas; mediante su trabajo, los trabajadores crean un nuevo valor distribuido tanto como ingreso laboral como ingreso de propiedad. Si, como trabajadores libres, deciden dejar de trabajar, el sistema comienza a desmoronarse; de ahí que la civilización capitalista enfatice fuertemente la ética del trabajo, independientemente de las creencias religiosas. La gente debe trabajar, porque el trabajo es la fuente de nuevos valores, ganancias y capital.

## Pseudomercancías
Marx reconoció explícitamente que no todas las mercancías son productos del trabajo humano; todo tipo de cosas pueden comercializarse "como si" fueran mercancías, siempre que se les puedan vincular derechos de propiedad. Se trata de "mercancías ficticias", "pseudomercancías" o "mercancías fiduciarias", es decir, su existencia como mercancías es sólo nominal o convencional. Puede que ni siquiera sean objetos tangibles, sino que sólo existen de forma ideal. Un derecho de propiedad o un derecho financiero, por ejemplo, pueden comercializarse como una mercancía.

## Lectura adicional
- Jack P. Manno, Privileged Goods: Commoditization and Its Impact on Environment and Society. CRC Press, 1999.